# HD 184944
HD 184944，又名BD+14 3974，SAO 105036、HR 7449，是一颗恒星，视星等为6.38，位于銀經50.84，銀緯-3.11，其B1900.0坐标为赤經19h 31m 39.4s，赤緯+14° -3.11′ 13″。